# Alicia Witt
Alicia Witt (Worcester, Massachusetts, 1975. augusztus 21. –) amerikai színésznő, énekesnő, dalszerző és zongorista.

## Gyermekkora és családja
Diane Pietro és Robert Witt tanárok lányaként született Worcesterben, Massachusetts államban. Angol, ír, olasz, francia-kanadai és lengyel felmenőkkel rendelkezik. Van egy három évvel fiatalabb öccse, Ian Rob Witt, aki szintén színész.

## Pályafutása
Tehetségét David Lynch rendező ismerte fel 1980-ban, amikor az ötéves kislány Shakespeare Rómeó és Júlia című darabjából szavalt el egy részletet az „Ez hihetetlen!” című televíziós műsorban. 1984-ben, kilencéves korában tűnt fel először a filmvásznon Lynch Frank Herbert regényéből készült Dűne című fantasztikus filmjében, Alia Atreides szerepében. 1990-ben a Twin Peaksben Gersten Haywardként tűnt fel, majd egy álombéli lányt játszott a Szerelmi álom (1991) című thrillerben, de kisebb szerepben feltűnt a Négy szoba (1995) című filmben is. A Rémségek könyve (1998) című misztikus horrorfilmben Natalie Simont alakította.
A Mona Lisa mosolya (2000) című filmben egy tehetséges zongoristát, Claire Goldsteint alakítja. Alicia korábban zongorázni tanult a Boston Universityn, és több zongoraversenyt is nyert. A Két hét múlva örökké (2002) című romantikus vígjátékban a rámenős June Carvert játssza, aki nem csak a kilépését fontolgató Lucy Kelson (Sandra Bullock) állására, de a főnökére, George Wade-re (Hugh Grant) is ráhajt.
Jon Avnet 2007-es 88 perc című krimijében Dr. Jack Gramm pszichiáter és igazságügyi szakértő (Al Pacino) asszisztense. Ezt követően több sorozatban is elvállalt egy-egy epizódot, egyebek mellett az Esküdt ellenségek: Bűnös szándék és a Két pasi – meg egy kicsi című műsorokban láthatták a nézők. A CSI: Miami helyszínelők, A mentalista, A törvény embere, A titkok könyvtára és a Sherlock és Watson című sorozatokban is feltűnt. 2016-ban a Nashville, 2017-ben Az ördögűző, 2019-ben pedig a Narancs az új fekete epizódjaiban szerepelt. 

## Filmográfia

### Film
| Év   | Magyar cím           | Eredeti cím            | Szerep            | Magyar hang       |
| ---- | -------------------- | ---------------------- | ----------------- | ----------------- |
| 1984 | Dűne                 | Dune                   | Alia Atreides     | Czető Zsanett     |
| 1991 | Szerelmi álom        | Liebestraum            | álombéli lány     |                   |
| 1993 |                      | Bodies, Rest & Motion  | Elizabeth         |                   |
| 1994 |                      | Fun                    | Bonnie            |                   |
| 1995 | Négy szoba           | Four Rooms             | Kiva              | Varga Zsuzsa      |
| 1995 | Csendszimfónia       | Mr. Holland's Opus     | Gertrude Lang     | Zsigmond Tamara   |
| 1996 | Ez az életem         | Citizen Ruth           | Cheryl Stoney     | Simonyi Piroska   |
| 1997 |                      | Bongwater              | Serena            |                   |
| 1998 | Gen¹³                | Gen¹³                  | Caitlin Fairchild | Ábel Anita        |
| 1998 | Gen¹³                | Gen¹³                  | Caitlin Fairchild | Roatis Andrea     |
| 1998 | Rémségek könyve      | Urban Legend           | Natalie Simon     | Németh Borbála    |
| 2000 | Mona Lisa mosolya    | Playing Mona Lisa      | Claire Goldstein  | Gubás Gabi        |
| 2000 | Mona Lisa mosolya    | Playing Mona Lisa      | Claire Goldstein  | Zborovszky Andrea |
| 2000 | Cecil B. Demented    | Cecil B. DeMented      | Cherish           | Kiss Virág        |
| 2001 | Vanília égbolt       | Vanilla Sky            | Libby             | Törtei Tünde      |
| 2001 |                      | Ten Tiny Love Stories  | Two               |                   |
| 2002 |                      | American Girl          | Barbie            |                   |
| 2002 | Két hét múlva örökké | Two Week Notice        | June Carver       | Ruttkay Laura     |
| 2005 | Apátlan anyátlanok   | The Upside of Anger    | Hadley Wolfmeyer  | Mezei Kitty       |
| 2006 | Az utolsó vakáció    | Last Holiday           | Ms. Burns         | Hámori Eszter     |
| 2007 | 88 perc              | 88 Minutes             | Kim Cummings      | Ruttkay Laura     |
| 2010 |                      | The Pond (rövidfilm)   | Shelly            |                   |
| 2010 |                      | Peep World             | Amy Harrison      |                   |
| 2010 |                      | The Flight of the Swan | Maria             |                   |
| 2011 |                      | Joint Body             | Michelle Page     |                   |
| 2012 | Angyalok a porondon  | Cowgirls 'n Angels     | Elaine            |                   |
| 2012 |                      | Bending the Rules      | Rosalyn Wohl      |                   |
| 2012 |                      | I Do                   | Mya Edwards       |                   |
| 2013 |                      | Weiner Dog Nationals   | Melanie           |                   |
| 2013 |                      | A Madea Christmas      | Amber             |                   |
| 2014 |                      | Away from Here         | Lily              |                   |
| 2016 |                      | The Bronx Bull         | Denise Baker      |                   |
| 2016 |                      | Six LA Love Stories    | Terry Kerr        |                   |
| 2018 |                      | Mississippi Requiem    | ismeretlen szerep |                   |
| 2018 |                      | Spare Room             | Ginny             |                   |
| 2020 | Fontos vagy nekem    | I Care a Lot           | Dr. Karen Amos    | Bognár Anna       |
| 2020 | Meggyőző érvek       | Modern Persuasion      | Wren Cosgrove     | Csondor Kata      |
| 2022 |                      | Alice                  | Rachel            |                   |

### Televízió
| Év        | Magyar cím                                | Eredeti cím                   | Szerep                         | Megjegyzések                                |
| --------- | ----------------------------------------- | ----------------------------- | ------------------------------ | ------------------------------------------- |
| 1990      | Twin Peaks                                | Twin Peaks                    | Gersten Hayward                | 1 epizód                                    |
| 1993      |                                           | Hotel Room                    | Diane                          | 1 epizód                                    |
| 1994      | Hová tűnt Vonnie?                         | The Disappearance of Vonnie   | Janine                         | tévéfilm                                    |
| 1995–1998 | Cybill                                    | Cybill                        | Zoey Woodbine                  | főszereplő (87 epizód)                      |
| 1999      | Zátonyok között                           | The Reef                      | Sophy Viner                    | tévéfilm                                    |
| 2000      | Maffiózók                                 | The Sopranos                  | Amy Safir                      | 1 epizód                                    |
| 2000      | Ally McBeal                               | Ally McBeal                   | Hope Mercey                    | 2 epizód                                    |
| 2003      |                                           | The Twilight Zone             | Liz                            | 1 epizód                                    |
| 2004      | A gyűrű átka                              | Ring of the Nibelungs         | Kriemhild                      | - tévéfilm - magyar hangja: - Roatis Andrea |
| 2007      | Nora Roberts: Kék füst                    | Blue Smoke                    | Reena Hale                     | - tévéfilm - magyar hangja: - Bognár Anna   |
| 2007      | Esküdt ellenségek: Bűnös szándék          | Law & Order: Criminal Intent  | Nola Falacci                   | 5 epizód                                    |
| 2008      |                                           | Wainy Days                    | Laura                          | 1 epizód                                    |
| 2008      |                                           | Puppy Love                    | Claire                         |                                             |
| 2008      | Két pasi – meg egy kicsi                  | Two and a Half Man            | Miss Pasternak                 | 1 epizód                                    |
| 2009–2011 | Friday Night Lights – Tiszta szívvel foci | Friday Night Lights           | Cheryl                         | 9 epizód                                    |
| 2009–2012 | A mentalista                              | The Mentalist                 | Rosalind Harker                | 3 epizód                                    |
| 2010      |                                           | Backyard Wedding              | Kim Tyler                      | tévéfilm                                    |
| 2010      |                                           | Edgar Floats                  | Sandra                         | tévéfilm                                    |
| 2011      | CSI: Miami helyszínelők                   | CSI: Miami                    | Michelle Baldwin               | 1 epizód                                    |
| 2012      | A célszemély                              | Person of Interest            | Connie Wyler                   | 1 epizód                                    |
| 2013      |                                           | A Very Merry Mix-Up           | Alice Chapman                  | tévéfilm                                    |
| 2013      |                                           | A Snow Globe Christmas        | Meg                            | tévéfilm                                    |
| 2013      |                                           | Betrayal                      | Zoe                            | 1 epizód                                    |
| 2014      | A törvény embere                          | Justified                     | Wendy Crowe                    | 10 epizód                                   |
| 2014      | Kingdom                                   | Kingdom                       | Melanie                        | 1 epizód                                    |
| 2014      | Különös karácsony                         | Christmas at Cartwright's     | Nicky Talbot                   | tévéfilm                                    |
| 2015      | A titkok könyvtára                        | The Librarians                | Lucinda McCabe / Morgan le Fay | 1 epizód                                    |
| 2015      | Gátlástalanok                             | House of Lies                 | Maya                           | 2 epizód                                    |
| 2015      | Sherlock és Watson                        | Elementary                    | Dana Powell                    | 1 epizód                                    |
| 2015      | Igazmondó karácsony                       | I'm Not Ready for Christmas   | Holly Nolan                    | tévéfilm                                    |
| 2016      | The Walking Dead                          | The Walking Dead              | Paula                          | 2 epizód                                    |
| 2016      | Az indíték                                | Motive                        | Cindy Vernon                   | 1 epizód                                    |
| 2016      | Nashville                                 | Nashville                     | Autumn Chase                   | 6 epizód                                    |
| 2016      |                                           | Christmas List                | Isobel Gray                    | tévéfilm                                    |
| 2017      | Odaát                                     | Supernatural                  | Lily Sunder                    | 1 epizód                                    |
| 2017      | Twin Peaks                                | Twin Peaks                    | Gersten Hayward                | 2 epizód                                    |
| 2017      | Fagyöngy fogadó                           | The Mistletoe Inn             | Kim Rossi                      | tévéfilm                                    |
| 2017      | Az ördögűző                               | The Exorcist                  | Nicole                         | 6 epizód                                    |
| 2018      |                                           | Disjointed                    | Rosie Bush                     | 1 epizód                                    |
| 2018      | Babonák                                   | Lore                          | Marjorie Cameron               | 1 epizód                                    |
| 2018      |                                           | Christmas on Honeysuckle Lane | Emma Reynolds                  | tévéfilm                                    |
| 2019      | Narancs az új fekete                      | Orange Is the New Black       | Zelda                          | 6 epizód                                    |
| 2019      |                                           | Our Christmas Love Song       | Melody                         | tévéfilm                                    |
| 2020      |                                           | Christmas Tree Lane           | Meg                            | tévéfilm                                    |
| 2021–2022 | Stargirl                                  | Stargirl                      | Maggie Shaw                    | 2 epizód                                    |